# Križanke
Križanke je skupno ime za kompleks nekdanjega samostana nemškega viteškega reda (»križnikov«, po katerih je kompleks dobil ime) v Ljubljani. Ležijo ob Trgu francoske revolucije, med Emonsko cesto, Zoisovo cesto in Gosposko ulico. Leta 1986 so bile razglašene za kulturni spomenik lokalnega pomena, leta 2016 pa za kulturni spomenik državnega pomena.
V Križankah od leta 1952 domuje Javni zavod Festival Ljubljana, v centralnem delu nekdanjega križevniškega samostana pa je že več let prej bila nameščena Srednja šola za oblikovanje in fotografijo (Šola za umetno obrt). Zunanji prostori  služijo kot prostori za različne kulturne prireditve. Ob velikem dvorišču je gostinski lokal Plečnikov hram. Ima ohranjeno notranjo opremo, narejeno po Plečnikovih zamislih.

## Zgodovina
Ves jugozahodni del obzidja Ljubljane ob Novem trgu je obsegala posest nemškega viteškega reda ali križnikov. Njihova zemljišča so obsegala del mesta od Ljubljanice in Malega grabna do Gradišča. Bili so samostojno gospostvo. Skrbeli so za bolnike in občasno poučevali mladino v svoji šoli. Njihova redovna hiša in cerkev se omenjata že sredi 13. stoletja. Gradnja samostana nemškega viteškega reda se je domnevno začela leta 1228 na prostoru, kjer so prej imeli domovanje templjarji. Potres leta 1511 je močno poškodoval tudi stara samostanska poslopja. Obnovili so jih po potresu in delno med letoma 1567 in 1579. Ob samostanu je prvotno stala gotska cerkev, katere klesane spolije so shranjene v lapidariju Križank in v Mestnem muzeju. Iz leta 1260 je ohranjen relief Madone z otrokom, ki je krasil timpanon. Imenovan je bil Krakovska Madona po kapelici, kjer je stal po postavitvi nove cerkve. Shranjen je v Narodni galeriji. Prvotna cerkev je bila nadomeščena z novo v baročnem slogu med letoma 1714 in 1715. Zasnoval jo je znameniti beneški arhitekt Domenico Rossi v obliki centralnega prostora  v obliki grškega križa, dopolnjeval pa arhitekt Domenico Martinelli. Imela je stranska oltarja in najmanj dve kapeli. Bila je med zgodnjimi beneškimi baročnimi centralnimi prostori v Sloveniji. Ima skoraj v celoti ohranjeno izjemno opremo z oltarji, naslikanimi in rezljanimi na Dunaju (glavni oltar Hans Canon, stranska Schoonjans in Altomonte). Notranjost prekriva kupolast zaključek. Zunanjost učinkuje monumentalno s pilastrsko členitvijo in trikotno atiko. Pri gradnji je sodeloval slovenski gradbeni mojster Gregor Maček, ki je morda sodeloval tudi pri zidavi današnjega Mestnega muzeja Ljubljana. Model za Križevniško cerkev, delo arhitekta Domenica Martinellija, je shranjen v muzeju. Viteška dvorana je bila preurejena v 18. stoletju. Na vogalu proti Gosposki ulici je vzidan Marijin tondo kot spomin na prvi Marijanski kongres leta 1924. Prej je bila na istem prostoru spominska plošča, posvečena A. Auerspergu.

## Rekonstrukcija
Križanke so služile kot samostan vse do leta 1949, ko je bil kompleks v celoti podržavljen. Leta 1952 so predstavniki mesta Ljubljana povabili arhitekta Jožeta Plečnika, da preoblikuje takrat že precej dotrajan samostan v šolo za Umetno obrt. Na šolo je neposredno iz Plečnikovega ateljeja odšla za profesorico in ravnateljico arhitektka Gizela Šuklje. Kasneje so v opuščeni samostan dodali še prizorišče za letni festival Ljubljana. To je bil zadnji velik Plečnikov prispevek mestu, pri projektu pa sta sodelovala in ga nadaljevala njegova učenca Anton Bitenc in Viktor Molka. Pred samostanskimi trakti so spremenil dvorišče prizorišče za komorne prireditve, gledališče na prostem in festivalski prostor. Uredili so gostinski del. Odprtje prenovljenega poslopja je bilo 10. junija 1955. 
Kompleks je Plečnik nadgradil s poudarkom renesančnih in baročnih elementov, kar je vidno na glavnem dvorišču, za katerega so značilni plitvi arkadni oboki in nov barvni sgraffito na fasadi ter arkadni balkoni z ložami. Dvorišče je tlakoval z dekorativnimi betonskimi ploščami. Ob starem vhodu je lapidarij z nagrobniki in klesanimi elementi iz antičnega in srednjeveškega obdobja. Zanimiva je pergola ob samostanskem zidu, ki jo podpirajo stebri iz porušenega knežjega dvorca. Dve manjši dvorišči je oblikoval vsako drugače. Peklensko dvorišče s številnimi svetilkami in nadihom mediteranskega sloga je bilo namenjeno manjšim komornim izvedbam. Malo dvorišče naj bi bilo arheološki park. Veliko dvorišče je kasneje arhitekt Bitenc preoblikoval v preddverje avditorija, ki je tudi njegovo delo. Plečnik je preuredil še manjšo hišo ob dvorišču (sedaj prodajalna kart) in javne toalete na zunanji strani kompleksa. Pred zahodnim zidom so uredili otroško igrišče.
Zunaj obzidja je Plečnik vgradil tri poznobaročne portale iz ostankov podrtih ljubljanskih hiš. Na vogalu Zoisove in Emonske so postavili spomenik pesniku Antonu Aškercu. Bronasto poprsje je delo kiparja Nikolaja Pirnata. 
- Križevniška cerkev
- Oboki in kipi v preddverju Križank
- Detajl v preddverju Križank
- Sgraffito tehnika na fasadi Križank